# Pipizella divicoi
Pipizella divicoi är en tvåvingeart som först beskrevs av Goeldlin 1974.  Pipizella divicoi ingår i släktet rotlusblomflugor, och familjen blomflugor.
Artens utbredningsområde är Schweiz. Inga underarter finns listade i Catalogue of Life.